# アンダー・ザ・レッド・スカイ
『アンダー・ザ・レッド・スカイ』（Under the Red Sky）は、1990年にリリースされたボブ・ディラン27枚目のスタジオ・アルバム。ビルボード200チャートで最高38位、全英アルバム・チャート13位、日本のオリコンで85位を記録した。

## 解説
プロデュースは、ウォズ (ノット・ウォズ)のデヴィッド・ウォズとドン・ウォズの兄弟で、ウォズ (ノット・ウォズ)のメンバーの他、デヴィッド・クロスビー、ジョージ・ハリスン、エルトン・ジョン、アル・クーパー、スラッシュ、スティーヴィー・レイ・ヴォーンなどが参加している。
レコーディングは、1990年1月から約7ヶ月、オーシャンウェイ・スタジオなど4ヶ所のスタジオで行われた。「ボーン・イン・タイム」「ゴッド・ノウズ」は、前作『オー・マーシー』（1989年）のレコーディングの際に未発表になった曲を書き直し、再レコーディングしたもの。
クレジットの最後「ギャビー・グー・グー(Gabby Goo Goo)に捧ぐ」とある。「ギャビー・グー・グー」とは、当時の妻 Carolyn Dennis とディランの子供デジリー・ガブリエル・デニス・ディラン（Desiree Gabrielle Dennis-Dylan）当時4歳のニックネームである。

## 収録曲
全曲ボブ・ディラン作詞・作曲
1. ウィグル・ウィグル - Wiggle Wiggle – 2:09
2. アンダー・ザ・レッド・スカイ - Under the Red Sky – 4:09
3. アンビリーヴァブル - Unbelievable – 4:06
4. ボーン・イン・タイム - Born in Time – 3:39
5. T.V.トーキング・ソング - T.V. Talkin' Song – 3:02
6. テン・サウザンド・メン - 10,000 Men – 4:21
7. ツー・バイ・ツー - 2 X 2 – 3:36
8. ゴッド・ノウズ - God Knows – 3:02
9. ハンディ・ダンディ - Handy Dandy – 4:03
10. キャッツ・イン・ザ・ウェル - Cat's in the Well – 3:21

## パーソネル
- ケニー・アロノフ (Kenny Aronoff)（ジョン・クーガー・メレンキャンプ） – ドラムス
- スウィートピー・アトキンソン (ウォズ (ノット・ウォズ)) – バック・ボーカル「ハンディ・ダンディ」
- レイズ・ビッグズ (Rayse Biggs) (ウォズ (ノット・ウォズ)) – トランペット「キャッツ・イン・ザ・ウェル」
- Dan Bosworth – アシスタント・エンジニア
- サー・ハリー・ボウエンズ (Sir Harry Bowens) (ウォズ (ノット・ウォズ)) – バック・ボーカル「ハンディ・ダンディ」
- Marsha Burns – プロダクション・コーディネイター
- Ed Cherney – エンジニア、ミキシング
- デヴィッド・クロスビー – バック・ボーカル「ボーン・イン・タイム」「ツー・バイ・ツー」
- パウリーニョ・ダ・コスタ – パーカッション「ボーン・イン・タイム」「ツー・バイ・ツー」「ゴッド・ノウズ」「ハンディ・ダンディ」
- Steve Deutsch – アシスタント・エンジニア
- ボブ・ディラン – アコースティック・ギター、ギター、ピアノ、アコーディオン「ボーン・イン・タイム」、ハープ、ボーカル、プロデューサー
- ロベン・フォード – ギター「ボーン・イン・タイム」「T.V.トーキング・ソング」
- ジョージ・ハリスン – スライド・ギター「アンダー・ザ・レッド・スカイ」
- ブルース・ホーンズビー – ピアノ「ボーン・イン・タイム」「T.V.トーキング・ソング」
- ランディ”ジ・エンペラー”ジャクスン – ベース
- エルトン・ジョン – ピアノ「ツー・バイ・ツー」「ゴッド・ノウズ」
- Judy Kirshner – アシスタント・エンジニア
- アル・クーパー – オルガン「ハンディ・ダンディ」、キーボード「アンダー・ザ・レッド・スカイ」「アンビリーヴァブル」
- デヴィッド・リンドレー – ブズーキ「ツー・バイ・ツー」、ギター「ウィグル・ウィグル」、スライド・ギター「テン・サウザンド・メン」「ゴッド・ノウズ」「キャッツ・イン・ザ・ウェル」
- デヴィッド・マックマレー (David McMurray) (ウォズ (ノット・ウォズ)) – サキソフォン「キャッツ・イン・ザ・ウェル」
- Donald Ray Mitchell – バック・ボーカル「ハンディ・ダンディ」
- Jim Mitchell – アシスタント・エンジニア
- ジェイミー・ムホベラック (Jamie Muhoberac) – オルガン「ウィグル・ウィグル」「テン・サウザンド・メン」「ゴッド・ノウズ」「キャッツ・イン・ザ・ウェル」
- スラッシュ - ギター「ウィグル・ウィグル」
- Brett Swain – アシスタント・エンジニア
- ジミー・ヴォーン – ギター「テン・サウザンド・メン」「ハンディ・ダンディ」「キャッツ・イン・ザ・ウェル」
- スティーヴィー・レイ・ヴォーン – ギター「テン・サウザンド・メン」「ゴッド・ノウズ」「キャッツ・イン・ザ・ウェル」
- ワディ・ワクテル – ギター「アンダー・ザ・レッド・スカイ」「アンビリーヴァブル」「ハンディ・ダンディ」
- デヴィッド・ウォズ (ウォズ (ノット・ウォズ)) – バック・ボーカル「ハンディ・ダンディ」、プロデューサー
- ドン・ウォズ (ウォズ (ノット・ウォズ)) – ベース「ハンディ・ダンディ」「キャッツ・イン・ザ・ウェル」、プロデューサー

## リリース
日本
| 日付          | レーベル  | フォーマット | カタログ番号 | 付記 |
| ------------- | --------- | ------------ | ------------ | ---- |
| 1990年9月20日 | CBSソニー | CD           | CSCS 5270    |      |